# Liopropoma africanum
Liopropoma africanum là một loài cá biển thuộc chi Liopropoma trong họ Cá mú. Loài này được mô tả lần đầu tiên vào năm 1954.

## Phân bố và môi trường sống
L. africanum có phạm vi phân bố rải rác ở Ấn Độ Dương. Dọc theo bờ biển Đông Phi, loài cá này được tìm thấy ở ngoài khơi Djibouti, xung quanh các đảo trong quần đảo Comoro và ngoài khơi đảo Pemba (Tanzania); Maldives; biển Andaman (ngoài khơi Thái Lan); ngoài khơi phía tây bắc đảo Sumatra (Indonesia). L. africanum sống xung quanh các rạn san hô và đá ngầm ở độ sâu khoảng từ 8 đến 48 m.

## Mô tả
Chiều dài cơ thể tối đa được ghi nhận ở L. africanum là 8 cm.